# Kanaal van Malta
Het Kanaal van Malta, ook wel de Straat van Malta, is een zeestraat in de Middellandse Zee die Sicilië scheidt van de eilandstaat Malta. De straat is ongeveer 90 kilometer breed.